# Remoray-Boujeons
Remoray-Boujeons est une commune française située dans le département du Doubs, la région culturelle et historique de Franche-Comté et la région administrative Bourgogne-Franche-Comté. 
Ses habitants sont les Remouras et Bougeonniers.

## Géographie

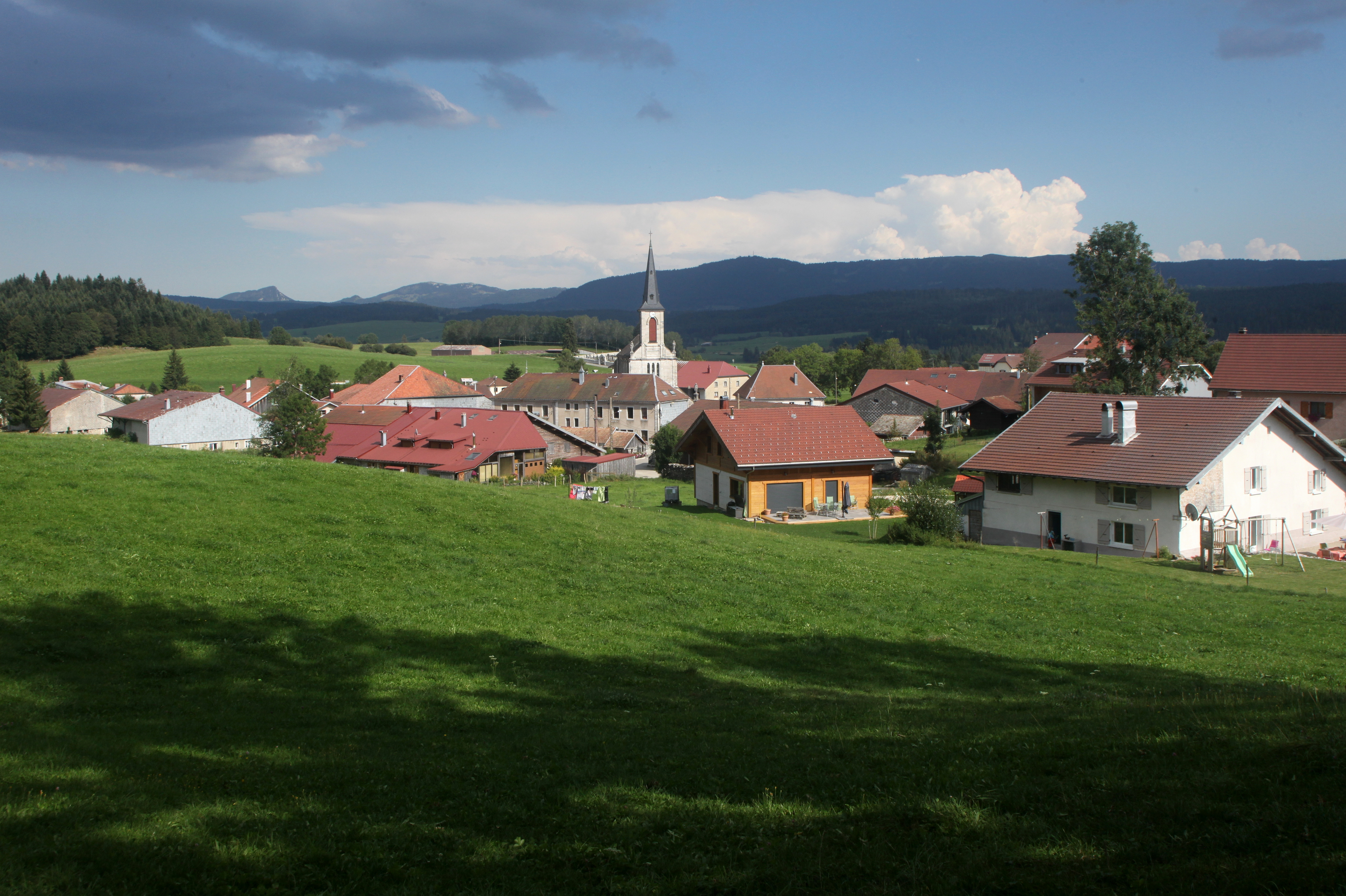
Le village de Remoray

La commune se situe dans la vallée des lacs Saint-Point et Remoray sur le bassin versant de la Drésine, affluent du Lac de Remoray. Cette vallée est reliée au sud au val des Combes Derniers. Une route permet de rejoindre à l'ouest le plateau de Nozeroy.

### Toponymie
Formée au 1er janvier 1973 par l'association de Remoray : Remouray, Romoray en 1311 ; Remeray en 1399 ; Remouray en 186 ; Remoray depuis 1545 et Boujeons : Boujun, Boujum au XIIIe siècle ; Boujons, Bourgeons au XVIIe siècle ; Boujon en 1700.

### Climat
Pour des articles plus généraux, voir Climat de la Bourgogne-Franche-Comté et Climat du Doubs.
En 2010, le climat de la commune est de type climat de montagne, selon une étude du Centre national de la recherche scientifique s'appuyant sur une série de données couvrant la période 1971-2000. En 2020, Météo-France publie une typologie des climats de la France métropolitaine dans laquelle la commune est exposée à un climat de montagne ou de marges de montagne et est dans la région climatique  Jura, caractérisée par une forte pluviométrie en toutes saisons (1 000 à 1 500 mm/an), des hivers rigoureux et un ensoleillement médiocre. 
Pour la période 1971-2000, la température annuelle moyenne est de 7,1 °C, avec une amplitude thermique annuelle de 16,3 °C. Le cumul annuel moyen de précipitations est de 1 604 mm, avec 13,5 jours de précipitations en janvier et 11,2 jours en juillet. Pour la période 1991-2020, la température moyenne annuelle observée sur la station météorologique de Météo-France la plus proche, « Labergement », sur la commune de Labergement-Sainte-Marie à 3 km à vol d'oiseau, est de 8,0 °C et le cumul annuel moyen de précipitations est de 1 459,4 mm. 
La température maximale relevée sur cette station est de 36,4 °C, atteinte le 31 juillet 1983 ; la température minimale est de −33 °C, atteinte le 9 janvier 1985,,. 
Les paramètres climatiques de la commune ont été estimés pour le milieu du siècle (2041-2070) selon différents scénarios d'émission de gaz à effet de serre à partir des nouvelles projections climatiques de référence DRIAS-2020. Ils sont consultables sur un site dédié publié par Météo-France en novembre 2022.

## Urbanisme

### Typologie
Au 1er janvier 2024, Remoray-Boujeons est catégorisée commune rurale à habitat dispersé, selon la nouvelle grille communale de densité à 7 niveaux définie par l'Insee en 2022.
Elle est située hors unité urbaine et hors attraction des villes,.

### Occupation des sols
L'occupation des sols de la commune, telle qu'elle ressort de la base de données européenne d’occupation biophysique des sols Corine Land Cover (CLC), est marquée par l'importance des forêts et milieux semi-naturels (52,4 % en 2018), une proportion sensiblement équivalente à celle de 1990 (52,7 %). La répartition détaillée en 2018 est la suivante : 
forêts (50,7 %), zones agricoles hétérogènes (42 %), prairies (3,1 %), zones humides intérieures (2,4 %), milieux à végétation arbustive et/ou herbacée (1,7 %), eaux continentales (0,1 %). L'évolution de l’occupation des sols de la commune et de ses infrastructures peut être observée sur les différentes représentations cartographiques du territoire : la carte de Cassini (XVIIIe siècle), la carte d'état-major (1820-1866) et les cartes ou photos aériennes de l'IGN pour la période actuelle (1950 à aujourd'hui).

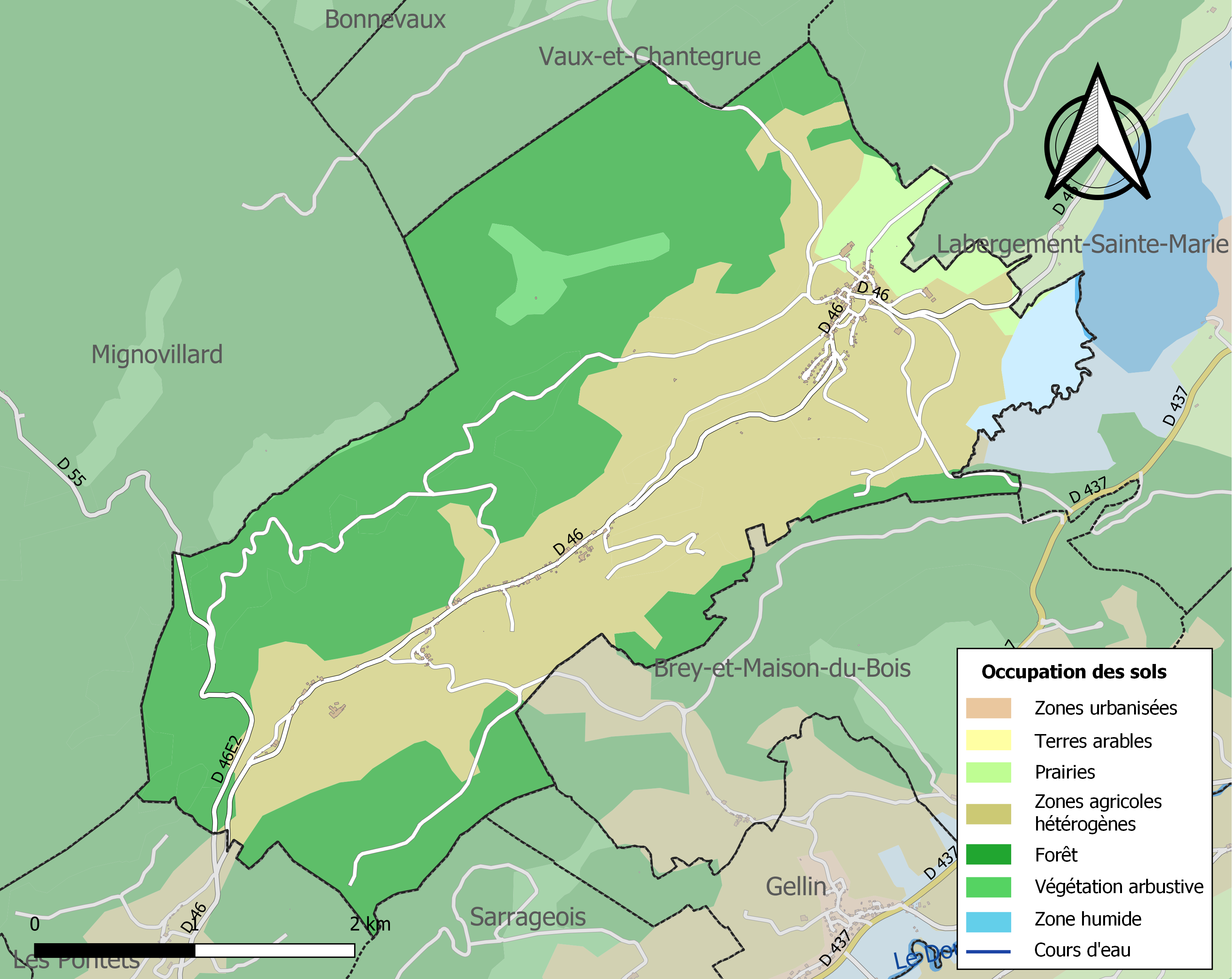
Carte des infrastructures et de l'occupation des sols de la commune en 2018 (CLC).

## Histoire

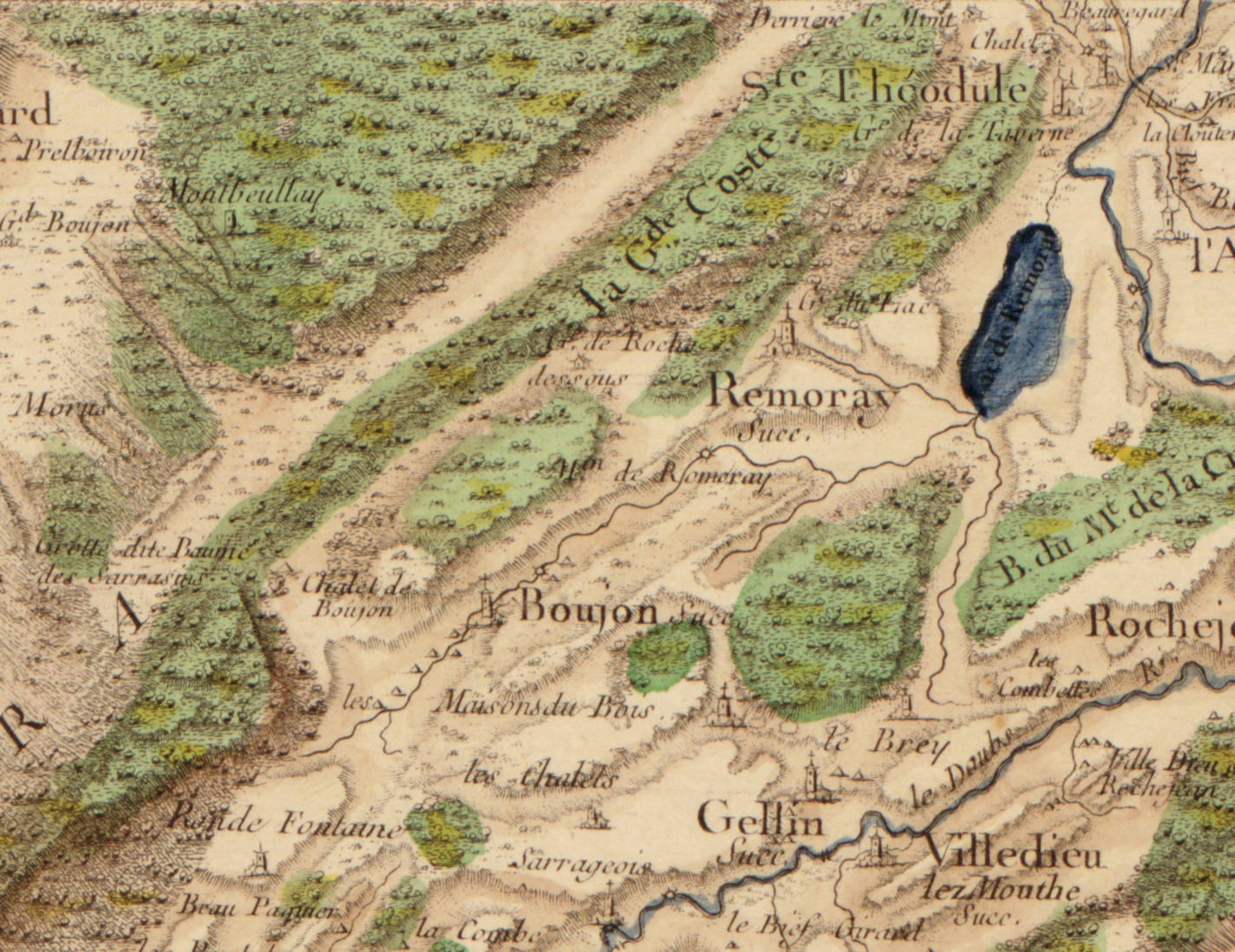
Carte de Cassini

L'abri dit "de la roche au Castor" a livré des fragments d’ossements appartenant à différentes espèces sauvages, à de la microfaune, des vestiges en silex, un tesson de céramique et une anse (datée du début du Néolithique moyen) et de vérifier la présence d’occupations de la fin du Mésolithique au Néolithique moyen.

## Politique et administration
| Période                                  | Période  | Identité             | Étiquette | Qualité              |
| ---------------------------------------- | -------- | -------------------- | --------- | -------------------- |
| avant 1981                               | ?        | Just Vuillaume       |           |                      |
| mars 2001                                | mai 2020 | Jean-Paul Vuillaume  | DVD       | Agriculteur retraité |
| mai 2020                                 | En cours | Jean-Marie Pourcelot |           |                      |
| Les données manquantes sont à compléter. |          |                      |           |                      |

## Démographie

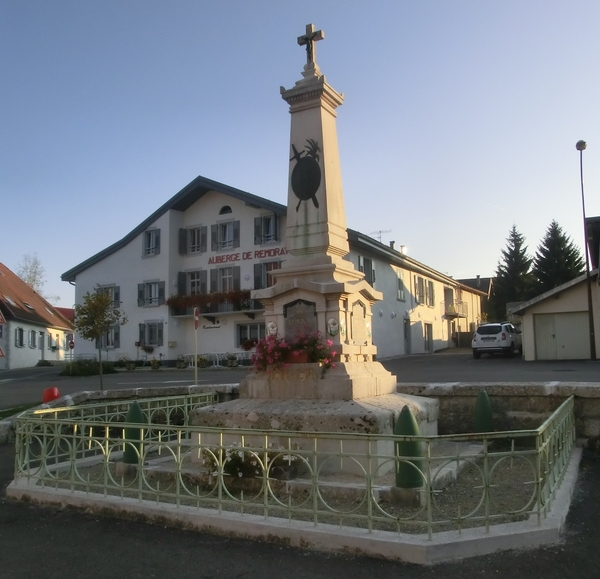
Le monument aux morts de Remoray.

L'évolution du nombre d'habitants est connue à travers les recensements de la population effectués dans la commune depuis 1793. Pour les communes de moins de 10 000 habitants, une enquête de recensement portant sur toute la population est réalisée tous les cinq ans, les populations de référence des années intermédiaires étant quant à elles estimées par interpolation ou extrapolation. Pour la commune, le premier recensement exhaustif entrant dans le cadre du nouveau dispositif a été réalisé en 2006.

En 2022, la commune comptait 456 habitants, en évolution de +6,29 % par rapport à 2016 (Doubs : +1,88 %, France hors Mayotte : +2,11 %).
| 1793 | 1800 | 1806 | 1821 | 1831 | 1836 | 1841 | 1846 | 1851 |
| ---- | ---- | ---- | ---- | ---- | ---- | ---- | ---- | ---- |
| 311  | 305  | 318  | 313  | 311  | 310  | 337  | 375  | 418  |

| 1856 | 1861 | 1866 | 1872 | 1876 | 1881 | 1886 | 1891 | 1896 |
| ---- | ---- | ---- | ---- | ---- | ---- | ---- | ---- | ---- |
| 383  | 390  | 355  | 359  | 380  | 353  | 359  | 320  | 321  |

| 1901 | 1906 | 1911 | 1921 | 1926 | 1931 | 1936 | 1946 | 1954 |
| ---- | ---- | ---- | ---- | ---- | ---- | ---- | ---- | ---- |
| 300  | 282  | 254  | 187  | 173  | 170  | 161  | 154  | 155  |

| 1962 | 1968 | 1975 | 1982 | 1990 | 1999 | 2006 | 2011 | 2016 |
| ---- | ---- | ---- | ---- | ---- | ---- | ---- | ---- | ---- |
| 141  | 141  | 220  | 184  | 210  | 284  | 316  | 382  | 429  |

| 2021 | 2022 | - | - | - | - | - | - | - |
| ---- | ---- | - | - | - | - | - | - | - |
| 446  | 456  | - | - | - | - | - | - | - |

## Lieux et monuments
- L'église de la Nativité-de-la-Vierge à Boujeons[22]. Son clocher-porche est recouvert de tavaillons de métal rouge sur sa façade, et son toit est recouvert de tuiles vernissées. L'église actuelle a été reconstruite au XIXe siècle, faisant suite à une première construction du XVIIe siècle. À noter un tableau représentant la nativité de la Vierge, datant sans doute de la fin du XVIIIe siècle, et dont l'auteur est resté anonyme, mais a pu s'inspirer d'une nativité de la Vierge du peintre espagnol Murillo, du XVIIe siècle, conservée au musée du Louvre. À noter également une statue de la Vierge à l'Enfant, sans doute du XVIIe siècle[22].
- L'église Sainte-Anne de Remoray.
- L'ancien presbytère de Remoray, restauré en 1835 par l'architecte Pompée, est converti en Maison du patrimoine est bordée par un jardin de curé. Il abrite un papier peint panoramique classé (arrêté du 21 mars 2002) qui date des années 1830 et représente l'histoire de Joseph.
- Le lac de Remoray qui, même s'il porte son nom, n'est que limitrophe de la commune et se situe principalement sur la commune de Labergement-Sainte-Marie. Il fait partie de la réserve naturelle nationale du lac de Remoray.
- La vallée de la Drésine qui prend sa source à Boujeons à 1006m d'altitude.
- Quatre casemates du secteur fortifié du Jura de la ligne Maginot[23] :
  - La B39 : casemate d'infanterie pour mitrailleuse Hotchkiss modèle 1914, située au bord de la RD 46.
  - La B41 : casemate double d'infanterie, appelée « Franois », située au bord de la RD 46.
  - La B42 : casemate double d'infanterie, appelée « Remoray Ouest », située au bord de la route de Châtelard.
  - La casemate double d'infanterie pour canon antichar et mitrailleuse Hotchkiss modèle 1914, appelée « Bonne Fontaine », située au bord de la RD 46.
  - Il y avait une autre casemate : cuve bétonnée pour tourelle démontable STG, dont il ne subsiste que le radier, située chemin des Places.

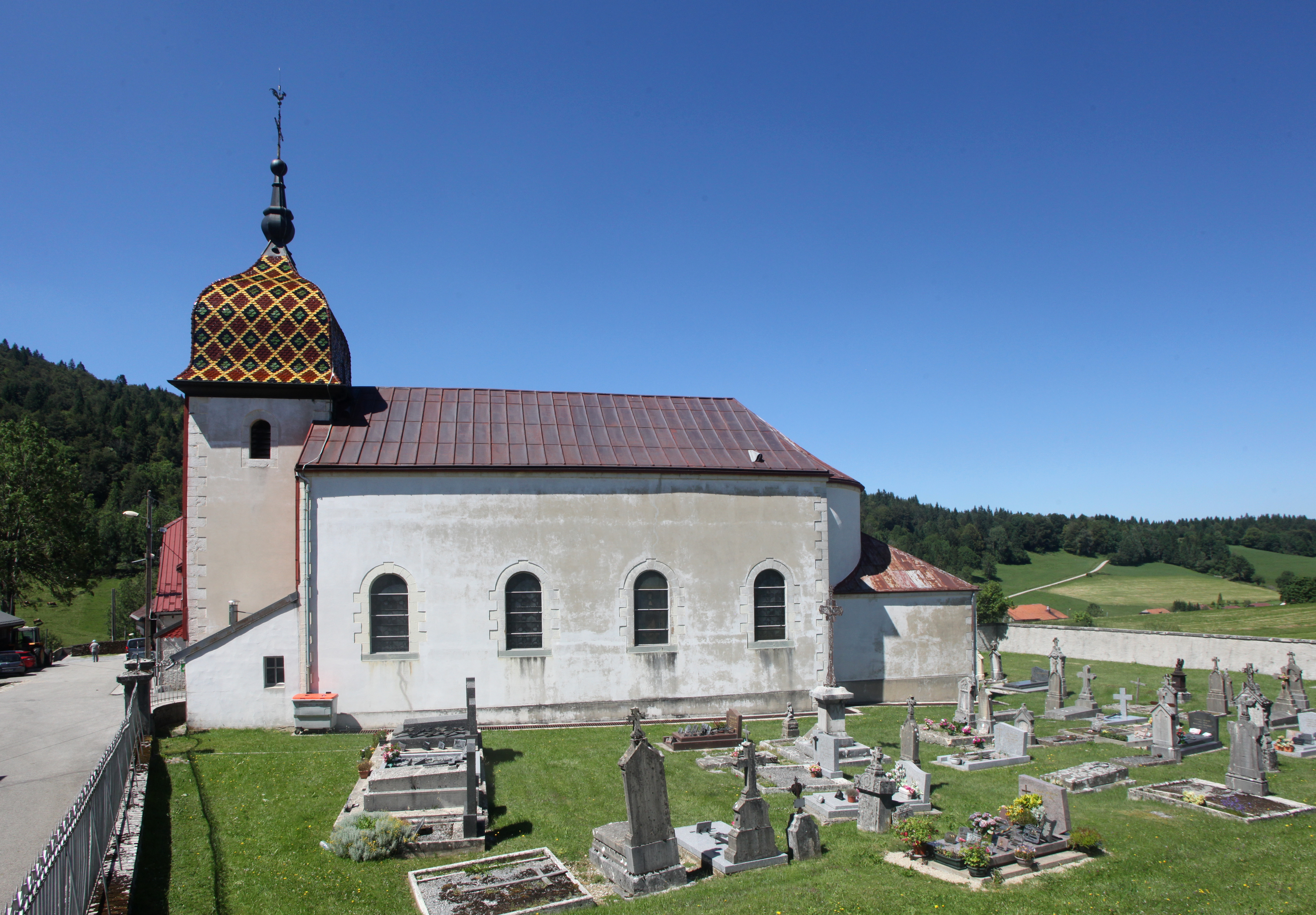
L'église de Boujeons.
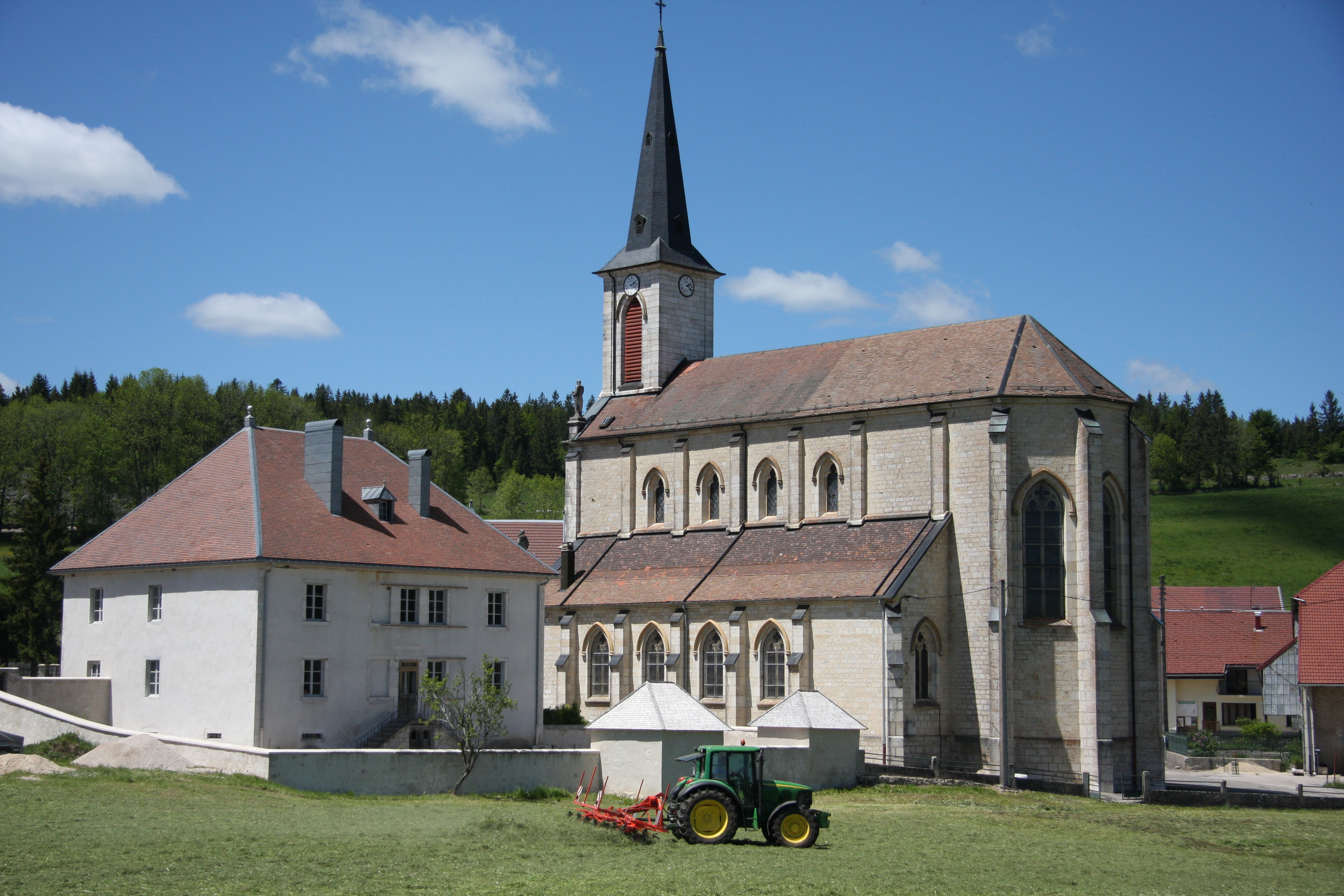
L'église et le presbytère de Remoray.
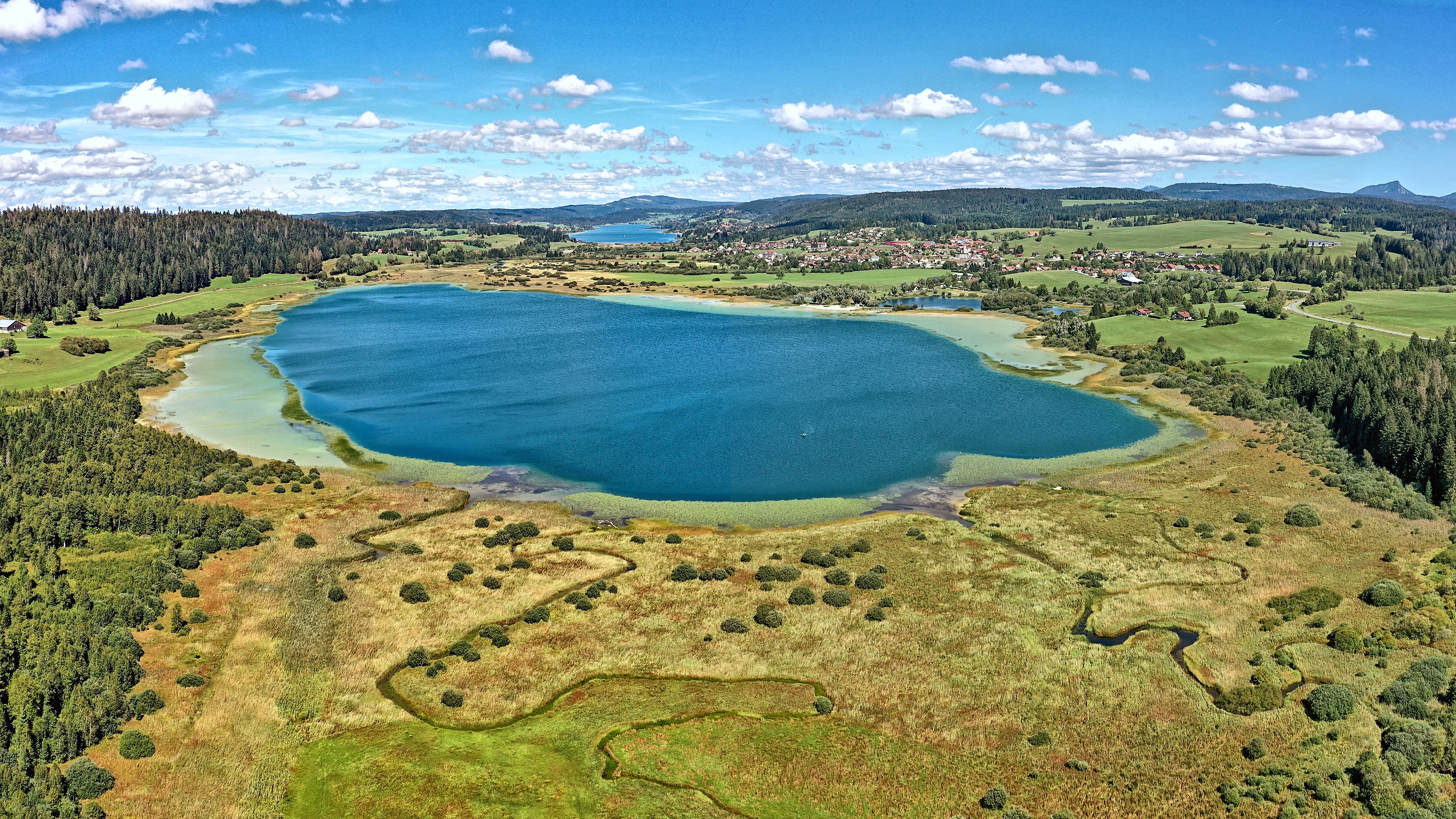
Lac de Remoray.
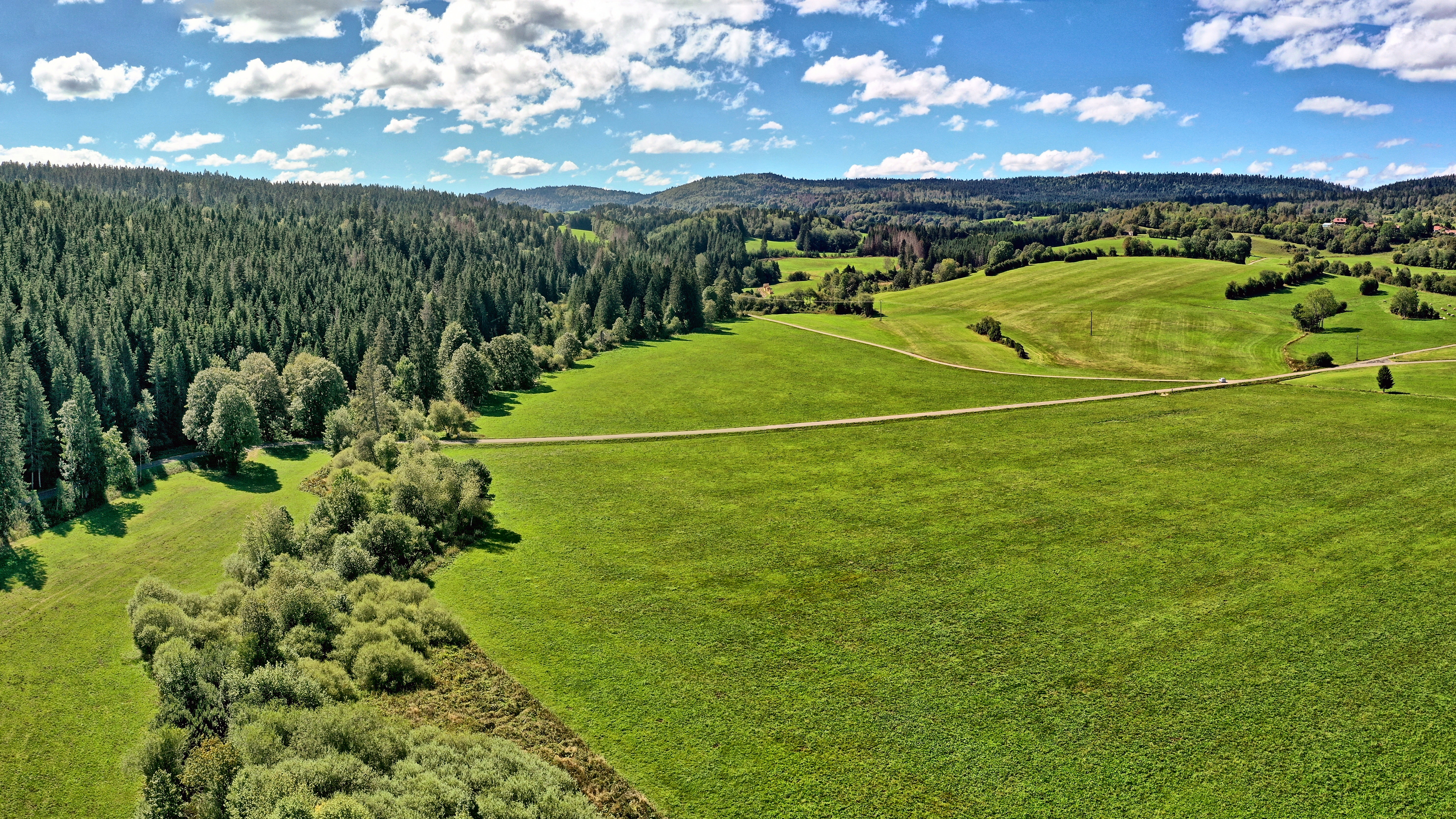
La vallée de la Drésine.